# ELiA (Software)
ELiA (Apronym von Elektronische immissionsschutzrechtliche Antragsstellung) ist ein KoopUIS-Projekt verschiedener deutscher Bundesländer zum Betrieb und zur Weiterentwicklung eines Programms zur Erstellung von Anträgen und Anzeigen nach dem BImSchG.
Das Programm ermöglicht Anlagenbetreibern, ihre Anträge auf Erteilung einer immissionsschutzrechtlichen Genehmigung nach dem BImSchG zu erstellen und diese mit Hilfe einer „virtuellen Poststelle“ elektronisch an die zuständige Behörde auch rechtsverbindlich mit qualifizierter Signatur zu übermitteln. Es werden die verschiedenen Genehmigungsarten sowie die Anzeigen nach § 15 BImSchG unterstützt.
Das Programm wird in länderspezifischen Versionen ausgeführt. Die Länderspezifik bedeutet unterschiedliche Formularinhalte, Schlüsseltabellen, Hilfetexte und mit dem Programm verknüpfte Rechtsgrundlagen sowie Leitfäden. Die Bereitstellung des Programms wird ebenfalls von jedem Bundesland eigenständig organisiert.

## Beteiligte Bundesländer
Derzeit sind Berlin, Brandenburg, Bremen, Hamburg, Mecklenburg-Vorpommern, Niedersachsen, Sachsen, Schleswig-Holstein, und Thüringen Teil der Länderkooperation.

## Rechtsgrundlage

### Genehmigungsverfahren
Gemäß § 5 Vordrucke 9. BImSchV kann die Genehmigungsbehörde die Verwendung von Vordrucken für den Antrag und die Unterlagen verlangen. In den genannten Bundesländern müssen für BImSchG-Anträge das Programm bzw. die Formulare verwendet werden.

### Anzeigen
Änderungen an BImSchG-Anlagen sind schriftlich oder elektronisch anzuzeigen. Andere Formvorschriften beinhaltet §15 BImSchG nicht. Eine Verpflichtung zur Verwendung des Antragstellungsprogramms besteht nicht.

## Elektronischer Versand

### Allgemein
Ein fortschrittlicher, sicherer und mit qualifizierter Signatur auch rechtsverbindlicher Weg, den Antrag elektronisch an die Genehmigungsbehörde zu übermitteln, ist der Versand über eine Virtuelle Poststelle.
Die Antragsdatei bzw. das daraus erstellte ZIP-Archiv enthalten die strukturierten Antragsdaten, den Antrag als PDF-Dokument sowie die Anhänge zum Antrag.
Eine Alternative zur virtuellen Poststelle Governikus Communicator bildet das Elektronische Gerichts- und Verwaltungspostfach (EGVP). Auch über das EGVP findet ein sicherer Datenaustausch statt. Die Antragsdatei im neuen Antragx-Format kann aber auch auf konventionelle Weise an die Genehmigungsbehörde übermittelt werden, z. B. mittels CD/DVD- oder USB-Datenträger.

### Vorteil
Die Übermittelten Daten beinhaltet eine XML-Datei. Dieses Format kann durch die Behörden ausgelesen werden und in andere Systeme (z. B. LIS-A) übernommen werden.

## Bewertung

### Von Seiten der Antragsteller
Aus der Sicht eines großen Industrieunternehmens, das jedes Jahr mehrere Anzeigen und Änderungsanträge stellt, wurde EliA scharf kritisiert. Bemängelt wurde vor allem das Erfordernis nicht einzelfallanpassbarer Pflichtfelder und die zwingende Nutzung von Formularfeldern anstelle der Darstellung von Sachverhalten in hochladbaren Dokumenten, die vom Antragsteller zum Zwecke der Planung der Anlagenänderung ohnehin erstellt werden.